# George Herman
George Herman (* 12. April 1928 in Norfolk, Virginia; † 22. Juni 2019) war ein amerikanischer Schriftsteller, Regisseur und Bühnenautor. Er war (Mit-)Autor einer biografischen Renaissance-Romanserie über Leonardo da Vinci, einen Künstler und Wissenschaftler, der seiner Zeit voraus war.
Herman lebt in Portland, Oregon.

## Werke (Auswahl)
- Die Straße der Gaukler. Scherz, Bern 1995, ISBN 3-502-10305-4.
- Leonardos Turm. (= Bastei-Lübbe-Taschenbuch. Band 15084.) Bastei Lübbe, Bergisch Gladbach 2004, ISBN 3-404-15084-8.
- Die Tränen der Madonna. (= Bastei-Lübbe-Taschenbuch. Band 15162.) Bastei Lübbe, Bergisch Gladbach 2004, ISBN 3-404-15162-3.
- Die Schatten von Florenz. (= Bastei-Lübbe-Taschenbuch. Band 15280.) Bastei Lübbe, Bergisch Gladbach 2005, ISBN 3-404-15280-8.
- übersetzt von Karin Meddekis: Leonardos Vermächtnis. (= Bastei-Lübbe-Taschenbuch. Band 15571.) Bastei Lübbe, Bergisch Gladbach 2006, ISBN 3-404-15571-8.